# Скрининговое обследование
Скрининговое обследование (от англ. «просеивание» — screening) — в медицине это процесс быстрой сортировки внешне здоровых лиц на тех, кто не страдает определённой патологией и тех, кто предположительно имеет соответствующее заболевание и/или факторы риска (условия, которые способствуют развитию данного патологического состояния)1.

## Описание
С помощью скринингового обследования выявляют лиц, которым необходимо дополнительное медицинское вмешательство. Чаще всего целью является улучшение состояния здоровья обследованных. Также существует антенатальный скрининг, проводимый в период беременности, который заключается в выявлении генетической патологии у плода. На основании предоставляемых результатов исследования родители могут сделать обоснованный выбор в отношении прерывания или сохранения беременности 2.
Скрининговая диагностика не бывает точна на 100 %, однако указывает на вероятность наличия или отсутствия патологии. При выявлении положительных/подозрительных результатов обследуемый направляется к врачу для углубленного обследования, возможного установления диагноза и лечения 3.

### Классификация скринингового обследования
По охвату населения: выборочный, массовый и комплексный скрининг. Выборочное скрининговое обследование применяется к отобранным группам населения (например, беременные женщины или популяции с повышенным риском возникновения некоторых заболеваний). К ним также относятся программы так называемого «коммерческого скрининга организма», предлагаемые медцентрами и другими организациями 4. Массовое обследование проводится среди населения без выборки отдельных групп. Оба упомянутых вида скрининга могут быть комплексными (многофазными), то есть с применением нескольких методик обследования (Диспансеризация).
По включению в программу: вынужденный и добровольный4 скрининг.
Вынужденный : проводится по инициативе работодателя до приема кандидата на работу и через установленные промежутки времени (например, машинисты поездов, работники общепита и т. д.).
Добровольный:
- приглашение на скрининговое обследование в соответствии с национальной и/или региональной программой;
- самостоятельное участие в программе скрининговой диагностики при создании возможности её прохождения в законодательном порядке (например, диспансеризация);
- оппортунистический скрининг — обращение за медицинской помощью или консультацией специалиста самостоятельно для выявления заболеваний или факторов риска.

### Цели скрининговой диагностики
Общие цели скрининга включают следующее:
— снижение частоты развития заболевания вследствие выявления и лечения патологических состояний в период отсутствия явных симптомов (например, в случае бессимптомных форм рака),
— предотвращение развития заболевания тяжелой степени в случае раннего выявления и эффективного лечения патологии (к примеру, скрининг на диабетическую ретинопатию позволяет предотвратить потерю зрения при своевременной диагностике и лечении),
— расширение возможности выбора посредством диагностики патологии на ранних этапах, когда доступно больше способов лечения (предраковые стадии рака шейки матки и др.),
— снижение уровня смертности за счет своевременного выявления и эффективного лечения патологических состояний (например, скрининг на рак шейки матки и молочной железы)2.

### Принципы скрининга
Принципы были сформулированы в 1970 г. Jungner и Wilson и до сих пор актуальны, однако модернизируются с учётом более строгих требований доказательной медицины, минимизации недостатков программ скрининга и повышения их эффективности 5.
- Заболевание, выявляемое в ходе скрининговой диагностики, должно являться важной медико-социальной проблемой.
- Должен быть хорошо исследован патогенез заболевания, определены специфические маркеры болезни и факторы риска.
- Для скрининга должны применяться специфичные, приемлемые (достаточно простые при выполнении и недорогие) и чувствительные диагностические тесты, позволяющие выявить бессимптомную и раннюю стадии болезни.
- Должны быть определены приемлемые способы лечения выявляемого заболевания.
- Вмешательство на ранних этапах болезни более эффективно, чем на поздних.
- Выявление болезни в относительно здоровой популяции должно проводиться постоянно/непрерывно, а не в виде однократной/периодической кампании.
- Затраты на скрининговое обследование должны быть сбалансированы относительно дальнейших расходов на лечение и реабилитацию пациента.

### Примеры программ скрининга
В России с 2013 г. утверждено проведение диспансеризации 6(комплексного скрининга) взрослого населения для выявления хронических неинфекционных заболеваний, а также факторов риска, в том числе сердечно-сосудистых, цереброваскулярных, онкологических, заболеваний, ишемической болезни сердца, сахарного диабета, ХОБЛ и глаукомы. Данные патологические состояния составляют более 80 % причин инвалидности и преждевременных смертей в России. Согласно исследованиям, данная масштабная программа реально позволяет предотвратить осложнения хронических неинфекционных заболеваний и улучшить прогноз для пациентов.
К примерам программ скрининговых обследований относятся следующие.
Выявление злокачественных опухолей. Тесты с доказанной эффективностью 7:
- выявление онкологических и предраковых заболеваний толстой кишки посредством анализа на скрытую кровь;
- маммография для выявления рака молочной железы в женской возрастной группе 50-69 лет;
- тест на ПСА (выявление рака простаты);
- цитологический анализ (скрининг предраковых состояний, рака шейки матки).

Скрининг кардиологических заболеваний. Обследование предусматривает выявление артериальной гипертензии, ИБС и факторов риска развития этих заболеваний (гиперхолестеринемия, курение, низкая физическая активность, сахарный диабет, ожирение и др.)1,4,6.
Скрининг в период беременности. На разных сроках беременности рекомендуются различные скрининговые обследования, включая УЗИ, лабораторные анализы на определение уровня гормонов, перинатально значимых инфекций, а также медико-генетическое консультирование 8. Генетический скрининг позволяет выявить вероятность рождения ребёнка с синдромом Дауна, синдромом Патау или синдромом Эдвардса. При наличии высокой вероятности проводится диагностический тест, по результатам которого беременная женщина принимает решение о прерывании или продолжении беременности.
Скрининг функциональных и адаптивных резервов организма. Это относительно новое направление в медицине получило развитие благодаря профессору Баевскому Р. М. Он разработал новый подход к выявлению и оценке донозологических состояний (то есть функциональных состояний организма, пограничных между нормой и патологией 9). В настоящее время известен единственный аппаратный метод скрининга, позволяющий достоверно оценить адаптивные и функциональные резервы организма — определение вариабельности сердечного ритма.
Медицинские скрининг-системы
Поскольку при проведении скрининговой диагностики приходится обследовать большое количество людей, в настоящее время имеется необходимость в полуавтоматизированных и автоматизированных методах с применением надежной медицинской аппаратуры1. Кроме того, ведется работа над интеграцией аппаратно-программных комплексов в телемедицинские проекты, позволяющие отправлять результаты обследования врачу по интернету для консультации, что бывает важно в труднодоступной местности и в условиях пандемии и карантина.
Смежные термины и понятия
Диспансеризация6. Это комплекс мероприятий, которые включают профилактический медосмотр и дополнительные диагностические методы для оценки здоровья в определённых популяциях согласно законодательству РФ. Скрининговые обследования представляют собой начальный этап диспансеризации.
Медосмотр/профосмотр2. Основными целями данного вида скринингового обследования является предотвращение связанных с работой заболеваний или травм, а также оценка профессиональной пригодности кандидата для выполнения работы без риска как для себя, так и для окружающих.
Чек ап. От англ. check up (регулярная проверка). Это понятие из словаря иностранных слов русского языка в настоящее время часто употребляется в перечне услуг медицинских центров и лабораторий. Как правило, этим термином обозначают полное обследование организма, то есть комплексную скрининговую диагностику заболеваний.
Донозологическая диагностика10. Оценка пограничных состояний. Процесс перехода от нормы к патологии разделяют на четыре последовательных периода: физиологическая норма, донозологическое состояние, преморбидное состояние, патология (срыв адаптации). Часто используются методы вариабельности сердечного ритма 10, электросоматографии 11(с измерением проводимости в зонах Захарьина-Геда организма в целом) и фотоплетизмографии 12,13,, позволяющей провести донозологическую оценку состояния сосудистого русла.
Ранняя диагностика2. Понятие ранней диагностики не относится к скринингу, поскольку скрининговое обследование проводится во внешне здоровой популяции, а цель ранней диагностики состоит в том, чтобы как можно раньше выявить патологию у пациентов, которые уже имеют симптомы болезни.